# Пари, Клаудио
Клаудио Пари (итал. Claudio Pari; 1574 — после 1619) — итальянский композитор эпохи позднего Возрождения и раннего барокко, по рождению бургундец. Он был талантливым мадригалистом, широко известным в своё время. Также представлял музыкальный стиль, известный как musica reservata.

## Биография
Как недавно было установлено, Клаудио Пари родился в Салин-ле-Бене, Бургундии. Хотя о его ранней жизни мало известно, он, вероятно, приехал в Италию или Сицилию в начале своей жизни. Жил в монастыре С. Доминго в Палермо в 1598 году, где вступил в конфликт с инквизицией; На авто-да-фе там он был приговорен к работе на галерах в течение пяти лет, по обвинению в ереси. К 1611 году он вернулся в Палермо, так как он опубликовал там книгу мадригалов.
Какова бы ни была его история как еретика, он, должно быть, был прощен, поскольку в 1615 году он был назначен музыкальным директором в институте иезуитов в Салеми (в западной Сицилии). Его последняя публикация — четвёртая книга мадригалов года 1619, и о его жизни больше ничего не известно.

## Музыка и влияние
Большая часть музыки Пари написана в стиле, который был характерен для перехода из эпохи Возрождения в барокко: музыка с интенсивной выразительностью, тщательной настройкой текста и сложными контрапунктическими приемами, скорее всего, предназначена для подготовленных слушателей. В этом отношении он похож на некоторых из его современников, включая мадригалистов Джезуальдо, Сиджизмондо д’Индия, Помпонио Ненна и Джованни де Мака, хотя Пари избегает крайнего хроматизма, используемого Джезуальдо, и никогда не достигал его славы.